# 송월로 (인천)
송월로(Songwol-ro)는 인천광역시 중구 송월동1가에서 송월동3가까지 잇는 인천광역시도로, 총 연장은 149m이다. 이름이 유래된 것은 행정구역명인 송월동을 이용하여 송월로로 명명되었기 때문이다.

## 역사
- 2009년 10월 1일 : 도로명으로 송월로를 고시

## 지리

### 주요 경유지
- 중구
  - 송월동3가 - 송월동1가

### 교차하는 도로
- 자유공원로
- 참외전로